# Tarija (departament)
Tarija – departament w południowej Boliwii. Zajmuje powierzchnię 37 623 km². W 2012 roku liczył 483 518 mieszkańców, a gęstość zaludnienia wynosiła 12,9 mieszk./km². Stolicą departamentu jest Tarija. Dzieli się na 6 prowincji. 

## Demografia
W 2012 roku populacja departamentu liczyła 483 518 mieszkańców. W porównaniu z 2001 rokiem rosła ona średnio o 1,88% rocznie. 
|  |

### Miasta departamentu
Tabela przedstawie główne miasta departamentu: 
|   | Miasto      | Populacja (w 2012 roku) |
| - | ----------- | ----------------------- |
| 1 | Tarija      | 179 561                 |
| 2 | Yacuíba     | 61 844                  |
| 3 | Villamontes | 30 228                  |
| 4 | Bermejo     | 29 564                  |

## Podział na prowincje
Tabela przedstawia populację poszczególnych prowincji departamentu Tarija w 2001 roku, z wyróżnieniem mężczyzn i kobiet. 
| Kod   | Prowincja          | Populacja | Mężczyźni | Kobiety |  |
| ----- | ------------------ | --------- | --------- | ------- |  |
| 0601  | Cercado            | 153 457   | 73 954    | 79 503  |  |
| 0602  | Aniceto Arce       | 52 570    | 27 214    | 25 356  |  |
| 0603  | Gran Chaco         | 116 318   | 59 350    | 56 968  |  |
| 0604  | Aviles             | 17 504    | 8 606     | 8 898   |  |
| 0605  | Méndez             | 32 038    | 15 511    | 16 527  |  |
| 0606  | Burnet O' Oconnor  | 19 339    | 10 670    | 8 669   |  |
| Razem |                    |           |           |         |  |
| 06    | Departament Tarija | 391 226   | 195 305   | 195 921 |  |

Źródło:INE